# Martin C. Ansorge

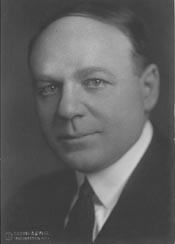
Martin C. Ansorge

Martin Charles Ansorge (* 1. Januar 1882 in Corning, New York; † 4. Februar 1967 in New York City) war ein US-amerikanischer Jurist und Politiker. Zwischen 1921 und 1923 vertrat er den Bundesstaat New York im US-Repräsentantenhaus.

## Werdegang
Martin Ansorge besuchte öffentliche Schulen und das City College of New York. Er graduierte 1903 am Columbia College und 1906 an der Columbia Law School. Nach dem Erhalt seiner Zulassung als Anwalt 1906 begann er in New York City zu praktizieren. Politisch gehörte er der Republikanischen Partei an. Er kandidierte 1912, 1914 und 1916 erfolglos für einen Sitz im US-Repräsentantenhaus. Eine republikanische Nominierung 1918 für den 66. Kongress lehnte er ab. Während des Ersten Weltkrieges diente er im Motor Transport Corps. Danach hatte er zwischen 1918 und 1921 den Vorsitz im Triborough Bridge Committee.
Bei den Kongresswahlen des Jahres 1920 für den 67. Kongress wurde Ansorge im 21. Wahlbezirk von New York in das US-Repräsentantenhaus in Washington, D.C. gewählt, wo er am 4. März 1921 die Nachfolge von Jerome F. Donovan antrat. Im Jahr 1922 wurde der Demokrat Royal Hurlburt Weller in den 68. Kongress gewählt. Ansorge hat erfolglos dessen Wahl angefochte und schied dann nach dem 3. März 1923 aus dem Kongress aus.
Nach seiner Kongresszeit war er wieder als Anwalt tätig. Er kandidierte 1924 erfolglos für den Posten eines Richters am Court of General Sessions von New York City und 1927 sowie 1928 für den Posten des Richters am New York Supreme Court. Zwischen 1934 und 1961 war er Direktor der United Airlines. Danach war er wieder als Jurist tätig. Er verstarb am 4. Februar 1967 in New York City und wurde dann auf dem Temple Israel Cemetery in Hastings-on-Hudson beigesetzt.